# One Canada Square
One Canada Square is een wolkenkrabber in Londen, meer bepaald op Canary Wharf in het stadsdeel Isle of Dogs.
Het gebouw is 235 meter hoog en kent 50 verdiepingen (wat minder is dan het oorspronkelijk geplande aantal van 60) en is ontworpen door de Argentijnse architect César Pelli, samen met Adamson Associates en Frederick Gibberd Coombes. De bouw werd voltooid en opengesteld in 1991. Het gebouw is vernoemd naar Canada omdat het is gebouwd door het Canadese bedrijf Olympia en York.
Kort na oplevering ging het bedrijf failliet. De naam van het gebouw is ook het adres, maar het gebouw staat ook bekend als de Canary Wharf Tower, aangezien het deel uitmaakt van het Canary Wharf-kantorencomplex in Docklands.
Tot de ingebruikname van The Shard-wolkenkrabber in 2012, aan de overkant van de Theems, was het de hoogste wolkenkrabber in het Verenigd Koninkrijk.
One Canada Square verscheen ook in veel tv-commercials en in het tv-programma The Apprentice, maar het was op zichzelf al een uitzendcentrum. In de jaren negentig was in de toren het televisiestation L!VE TV.
Er is geen uitkijkplatform en de bovenste verdiepingen van het gebouw zijn over het algemeen niet toegankelijk voor toeristen, maar er is een winkelcentrum in de kelder. Het gebouw wordt geflankeerd door twee andere wolkenkrabbers die tien jaar later werden gebouwd en beide 200 meter hoog zijn: HSBC Tower (8 Canada Square) en Citigroup Centre (25 Canada Square).

## Bedrijven gevestigd in het gebouw
- A.P. Møller-Mærsk
- Bank of New York Mellon
- BBVA (Banco Bilbao Vizcaya Argentaria)
- Bear Stearns
- Burlington Northern Railroad
- Career Academies
- Citibank
- Clearstream
- Coutts
- Daihatsu
- Doctors of the world
- eToro
- Euler Hermes UK
- High speed 2
- Faithful + Gould
- FIA
- General American Transportation Corporation
- HSBC UK
- International Sugar Organization
- KPMG
- Metlife
- Moody's
- Novartis
- Primus Telecom
- Regus
- Revolut
- Rittal
- Skadden, Arps, Slate, Meagher & Flom
- State Street
- SWX Swiss Exchange
- Teach First
- Trinity Mirror
- Torchwood (in verbeelding)
- UBS